# Rondeletia brachyantha
Rondeletia brachyantha är en måreväxtart som beskrevs av Ignatz Urban. Rondeletia brachyantha ingår i släktet Rondeletia och familjen måreväxter. Inga underarter finns listade i Catalogue of Life.